# Saber Marionette R
SM Girls: Saber Marionette R (ＳＭガールズ セイバーマリオネットＲ?) o simplemente Saber Marionette R fue la primera producción de anime de la saga Saber Marionette creada por Satoru Akahori y constó de tres episodios lanzados en formato OVA en 1995. La serie también cuenta con un drama de radio transmitido entre enero y abril de 1995 en el programa "Nowanchatte Say You!", y fueron recopilados en CD.
Se la denomina R porque todos los sucesos suceden en Romana. Esta miniserie contrasta totalmente con las demás entregas de la saga, la atmósfera y el contexto son mucho más oscuros e intensos, la comedia es mucho más reducida, hay cruentos combates y escenas sexuales con personajes que se excitan con violencia, entre otras cosas.
Los tres episodios fueron transmitidos por Locomotion con doblaje en español realizado en México desde enero del año 2000.

## Argumento
La historia toma lugar en el estado de Romana en el año 500, lo que serían 200 años después de los sucesos de la saga J. La sociedad ya tiene un buen porcentaje de mujeres pero las marionetas no han desaparecido, es más, siguen existiendo muchas y algunas con el famoso Circuito Virgen, estas últimas sobre todo en familias adineradas y de la realeza. Así se introduce a tres marionetas con los mismos nombres de las marionetas de la serie J, pero que no tienen absolutamente nada que ver con ellas en lo físico y muy probablemente lleven esos nombres en homenaje a las heroínas del pasado.
Romana era una ciudad pacífica, hasta que un enmascarado (que se hace llamar "Face" o "Máscara" en la versión latinoamericana) decide atacar, junto a sus tres "Sexadolls" ("Marionetas Pervertidas" en la versión latinoamericana), viciosas y potentes máquinas asesinas. Máscara ha hecho de todo, hasta matar a toda la familia real, exceptuando a Júnior y sus marionetas que lograron escapar e intentarán recuperar el trono del estado de Romana.

## Personajes

### Personajes principales
- Júnior

Seiyū:  Yuka Imai
Doblaje hispanoamericano:  Laura Torres
Júnior tiene 10 años, es el segundo hijo del Virrey de Romana y es hermano menor de Máscara. Al inicio de la historia le obsequia a Lima, quien recién ha despertado y no entiende muchas cosas. Huye cuando asesinan a su padre y lo buscan culpándolo. A diferencia de su hermano Máscara quien fue clonado, Júnior es hijo de una madre de verdad (en ese entonces se restablecieron las mujeres en Terra 2). Se entera de que su hermano creó a las Marionetas Pervertidas, a Lima, Cereza y Zarzamora.
- Lima (ライム Raimu?)

Seiyū:  Megumi Hayashibara
Doblaje hispanoamericano:  Cristina Hernández
A diferencia de la Lima de Saber Marionette J tiene la apariencia de una niña de 10 años, el cabello corto y apariencia de tomboy. Lima es una marioneta recientemente creada y por eso no conoce mucho el mundo. Lo primero que hace es ir a pelear con otras marionetas en torneos, es muy buena peleando pero no sabe controlar su poder, por eso Zarzamora decide entrenarla. Al final madura, y ayuda a Zarzamora en su pelea con Brid y logra derrotar a Edge, se hace fuerte y promete a Júnior que siempre estará a su lado. Es una niña muy entusiasta e inocente.
- Cereza (チェリー Cheri?)

Seiyū:  Yuri Shiratori
Doblaje hispanoamericano:  Elsa Covián
A diferencia de la Cereza de Saber Marionette J tiene la apariencia de una niña de 12 años y usa un vestido rosa. Cereza es una marioneta muy inteligente y siempre quiere estar al lado de Júnior y por eso se encela de Lima y Zarzamora. Es muy romántica y de mal genio. Al principio no confía en el poder descomunal de Lima, pero lo hace y acompaña a Júnior y Lima en el trayecto a casa. Al principio no se le ve en muchas peleas ya que mayormente no está equipada con estas habilidades.
- Zarzamora (ブラドベリー  Buradoberī?)

Seiyū:  Akiko Hiramatsu
Doblaje hispanoamericano:  María Fernanda Morales
A diferencia de la Zarzamora de Saber Marionette J tiene la apariencia de una niña de 14 años, el cabello más corto y la ropa menos provocativa. Es la consejera del Virrey de Romana, padre de Junior quien en el inicio fue asesinado por Mascara y las Marionetas Pervertidas. Se culpa de no haber podido salvar al Amo Virrey y para vengarse decide entrenar a Lima. Aparentemente se sacrifica para salvar a Junior, sin embargo, al final se le ve ilesa pero inconsciente, así que se le supone viva. Antes de la batalla contra Brich, ésta le da un beso a Junior siendo ella la única que ha tenido contacto de este tipo con el susodicho durante toda la serie (a excepción de cuando Lima le "limpia" la cara en el tranvía). Tiene una similitud con la otra Zarzamora, ya que es la más fuerte y agresiva de las tres aunque también se le ve que es la más madura y cuerda.

### Villanos y otros
- Máscara

Doblaje hispanoamericano:  Ricardo Tejedo
Es el villano de historia y hermano mayor de Júnior, creador de todas las marionetas que aparecen. Mata a su padre y manda a perseguir a su hermano para ser el nuevo Virrey de Romana. Al final se entera por medio de Júnior de que es un clon del Virrey así que se suicida diciéndole a Júnior que no quiere su lástima.
- Marionetas Pervertidas: Edge, Kyanny y Brid

Son tres marionetas parecidas a Tigresa, Lince y Panta respectivamente de Saber Marionette J. Estas son más despiadadas y más provocativas. Todas mueren en peleas con las marionetas de Júnior. Edge es derrotada por Lima, Kyanny por Cereza y Brid por Zarzamora. Estas son las protagonistas de varias escenas con alto contenido sexual, haciendo que Saber Marionette R sea la serie con más contenido ecchi o sexual de todas.
- Virrey de Romana

Seiyū:  Banjō Ginga
Este anciano y bondadoso personaje es el gobernador de Romana y Zarzamora es su consejera. Tiene dos hijos: Máscara, hijo clonado y Júnior, hijo biológico. Es asesinado por Máscara.

## Temas cierre
Los sencillos fueron interpretados por las seiyuus de las Saber Marionette: Megumi Hayashibara, Yuri Shiratori y Akiko Hiramatsu:
- Dakishimete Lovin' You (episodios 1 y 2).

- Soba Ni Iru Yo (episodio 3).